# Avoine (Indre-et-Loire)
Avoine ist eine französische Gemeinde mit 1.994 Einwohnern (Stand: 1. Januar 2022) im Département Indre-et-Loire in der Region Centre-Val de Loire. Sie gehört zum Arrondissement Chinon und zum Kanton Chinon. Die Einwohner werden Avoinais(es) genannt.

## Geographie
Avoine liegt am Südufer der Loire, in die hier die Vienne mündet. Umgeben wird Avoine von den Nachbargemeinden La Chapelle-sur-Loire im Norden und Nordosten, Huismes im Osten, Beaumont-en-Véron im Süden, Savigny-en-Véron im Westen und Südwesten sowie Chouzé-sur-Loire im Nordwesten.
Im Gemeindegebiet liegt das Kernkraftwerk Chinon.

## Bevölkerungsentwicklung
| 1962 | 1968 | 1975 | 1982 | 1990 | 1999 | 2006 | 2018 |
| ---- | ---- | ---- | ---- | ---- | ---- | ---- | ---- |
| 973  | 1212 | 1331 | 1800 | 1664 | 1778 | 1845 | 1804 |

## Sehenswürdigkeiten
- Kirche Saint-Maurice
- Schloss La Caillerie

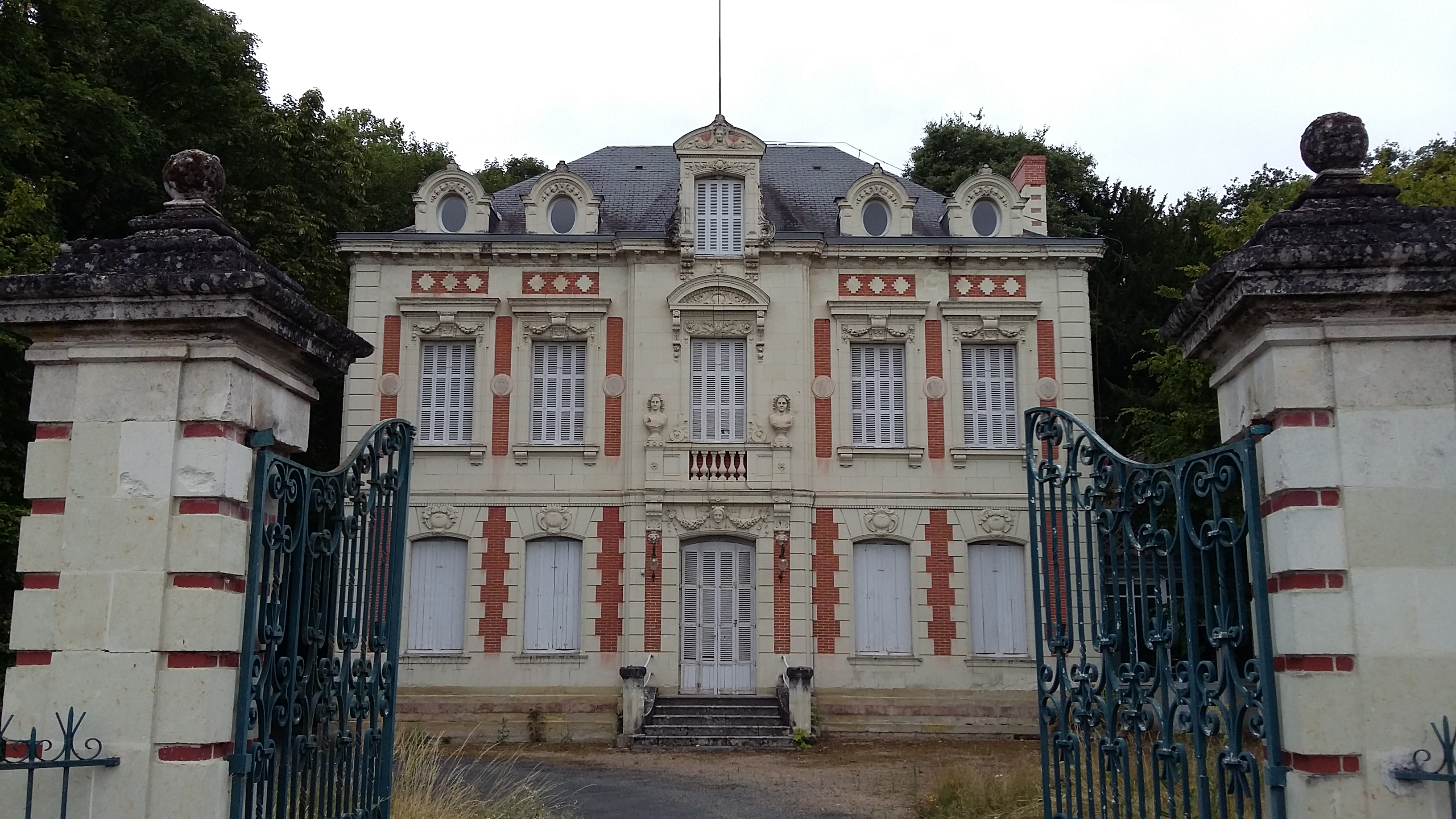
Schloss La Ciallerie
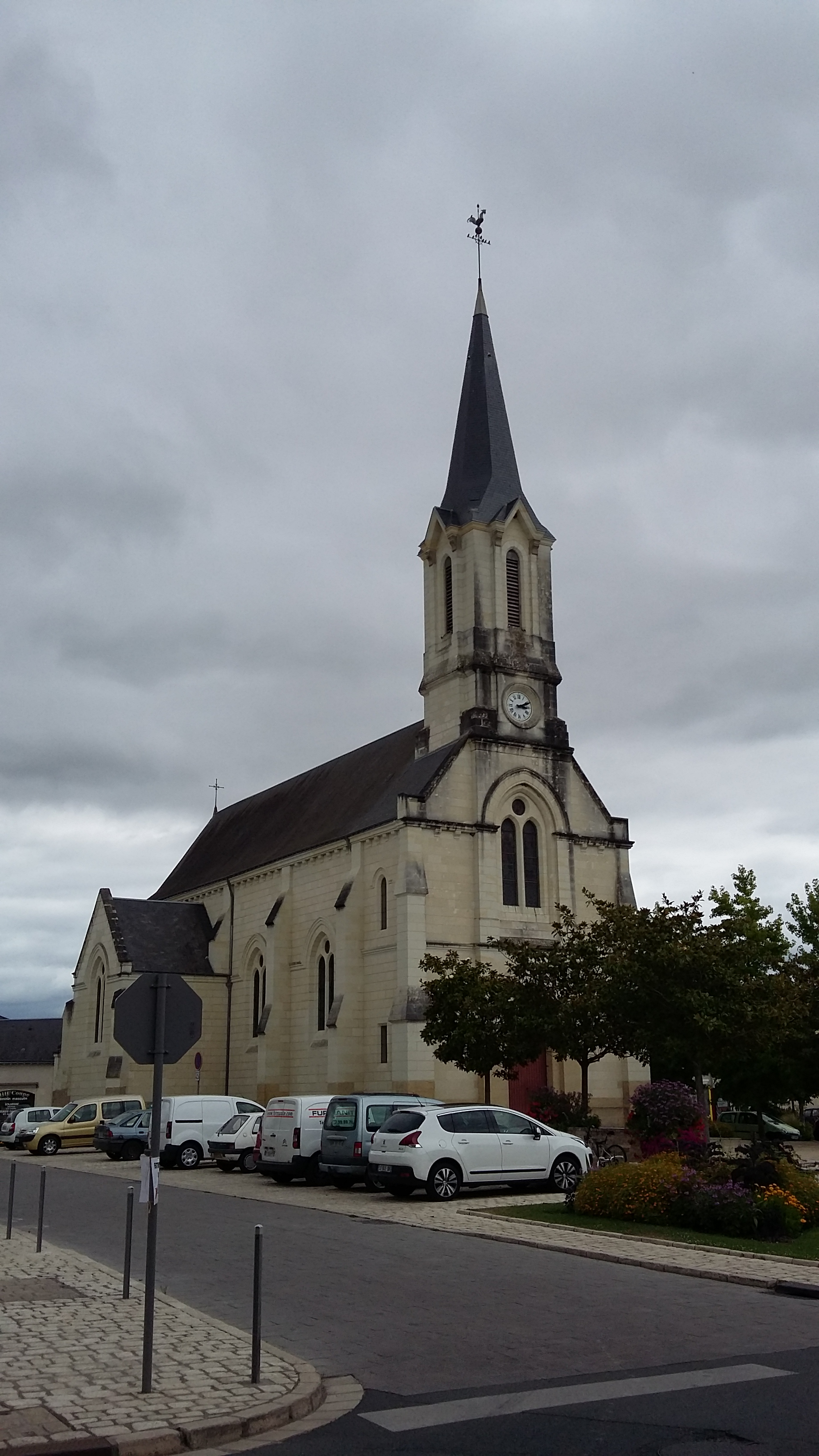
Kirche Saint-Maurice

## Gemeindepartnerschaft
Mit der deutschen Samtgemeinde Heemsen in Niedersachsen pflegt die Gemeinde mit den übrigen Gemeinden der Communauté de communes Chinon, Vienne et Loire seit 1978 eine Partnerschaft.